# Media Maratón de Trujillo
La Media Maratón de Trujillo es una carrera de maratón anual que toma lugar entre la ciudad de  Trujillo ubicada en el departamento de La Libertad, Perú. Se realiza en el mes de noviembre de cada año organizado por la empresa editora La Industria.
La carrera, que fue celebrada por primera vez en 1970 y reúne a numerosos participantes de distintas partes del mundo, sobre todo de Perú que corren cada año.

## Características
La Media Maratón de Trujillo tiene una distancia de 21 Km y tiene diversas categorías femeninas y masculinas, su recorrido se realiza la ciudad de  Trujillo. 

## Ganadores
| Año  | Atleta Masculino      | País | Tiempo  | Atleta Femenina            | País    | Tiempo  | Ref.  |
| ---- | --------------------- | ---- | ------- | -------------------------- | ------- | ------- | ----- |
| 2005 | Reynaldo Ramírez      | Perú | 1:08:57 | Wilma Guerra               | Ecuador | 1:18:32 | [ 3 ] |
| 2010 | Jhon Casallo Lozano   | Perú | 1:07:39 | Elizabeth De la Cruz Ramos | Perú    | 1:15:27 |       |
| 2018 | Jhon Cusi Huamán      | Perú | 1:08:25 |                            |         |         |       |
| 2019 | Daverso Ramos Acevedo | Perú | 1:04:15 | Zaida Ramos Acevedo        | Perú    | 1:31:12 | [ 4 ] |